# Periperi
Periperi é um bairro brasileiro da cidade de Salvador, na Bahia. Está situado no Subúrbio Ferroviário, e algumas de suas localidades são: rua dos Coqueiros, Malhada, Europa, Mané Paulo, Urbis, Parquinho, Barreiro, Bariri, Paraguari, Nova Constituinte, Beira Rio, Congo, Mirantes, Colinas e Novos Unidos. Oficialmente, faz divisas com os bairros de Praia Grande (Sul), Coutos (Norte), Fazenda Coutos (Nordeste), Rio Sena (Sudeste).

## Etimologia
O topônimo "Periperi" procede do termo tupi antigo piripiri (ou piripirim), que designava um tipo de junco. Com grafia diferente, mas pronúncia igual, há uma cidade do Piauí chamada Piripiri.

## História
Antes da chegada dos portugueses no século XVI, índios tupinambás habitavam a região. Durante o século XIX, o bairro era ocupado por fazendas. Durante o século XX, Periperi foi conhecido por ser uma importante estância para veraneio e moradia para aposentados, que se recolhiam para descansar à beira do mar, após anos de serviço. Com a implantação de complexos industriais e da avenida Afrânio Peixoto (1971), a população aumentou porém a qualidade de vida diminuiu.

## Cultura
A cultura do bairro encontra-se retratada na literatura de Jorge Amado em duas obras: Bahia de Todos os Santos (1945) e Os Velhos Marinheiros ou o Capitão de Longo Curso (1961). Em 1980, o bloco afro Ara Ketu foi fundado em Periperi. A banda lançou o álbum intitulado De Periperi.

## Educação
Criado em 1967, o Colégio Estadual Nelson Mandela, que é o primeiro e maior estabelecimento de ensino básico de todo o Subúrbio Ferroviário, fica situado em Periperi. Ele oferece aulas de ensino fundamental, médio, educação de jovens e adultos (EJA), além de ser um polo da Universidade Aberta do Brasil (UAB).

## Demografia

### População
Segundo o Censo do Instituto Brasileiro de Geografia e Estatística (IBGE) de 2010 Periperi é o nono bairro com a maior população de negros em Salvador, com 85,64% (42 717 habitantes). Sua população total em 2010 somando todas as etnias era de 49 879 residentes.

### Segurança
Uma pesquisa divulgada por Márcia de Calazans, pesquisadora e consultora da ONU mostrou que violência estava concentrada na região entre 2010 e o primeiro semestre de 2011.
Foi listado como um dos bairros mais perigosos de Salvador, segundo dados do Instituto Brasileiro de Geografia e Estatística (IBGE) e da Secretaria de Segurança Pública (SSP) divulgados no mapa da violência de bairro em bairro pelo jornal Correio em 2012. Ficou entre os mais violentos em consequência da taxa de homicídios para cada cem mil habitantes por ano (com referência da ONU) ter alcançado o nível mais negativo, com o indicativo de "mais que 90", sendo um dos piores bairros na lista.  A fonte citada não contém a informação.
Em 2016 foi divulgado que a briga do grupo criminoso Bonde do Maluco (BDM) com outras facções criminosas aumentou os relatos de violência urbana na região.